# Klopotín
Klopotín (rumunsky Clopodia, maďarsky Klopódia, německy Klopodie) je vesnice v rumunském Banátu, součást obce Jamu Mare (česky také Velký Žám) v župě Timiș. V Klopotíně žije malá česká menšina, důsledek migrace z českých zemí v polovině 19. století. Na rozdíl od ryze českých vesnic v Banátu (Gerník, Šumice, Bígr, Eibentál, Svatá Helena a Rovensko) se však nikdy nejednalo o etnicky homogenní (české) sídlo, Klopotín také nebyl založen Čechy, ti přišli do již existující vsi.
Ves byla (a do určité míry stále je) etnicky (a nábožensky) různorodá (Rumuni, Maďaři, Němci, Češi, Srbové...), odrazem čehož je existence dokonce pěti kostelů (římsko- a řeckokatolický, pravoslavný, reformovaný a luteránský).[zdroj⁠?!]

## Česká menšina
Češi osídlili Klopotín ve 40. až 60. letech 19. století, kdy do obce dorazila přistěhovalecká vlna převážně z jihovýchodní Moravy. Důvodem byla levnější půda. Většina příchozích byli katolíci, dorazily ovšem také rodiny reformované. Příchod Čechů do Klopotína souvisí dle Michala Pavláska s přistěhovaleckou vlnou do Velkého Srediště. „Klopotínská čeština“ nebyla (a není) díky původu přistěhovalců na rozdíl od ostatních českých banátských vesnic v Rumunsku postavena na základě českých nářečí v užším slova smyslu, nýbrž na nářečích moravských. V 60. letech byl v Klopotíně prováděn výzkum pro Český jazykový atlas.
V obci fungovala česká škola a katolické mše byly slouženy česky. Zatímco reformovaní Češi se asimilovali díky převaze Němců ve sboru, katolíci díky svému většímu počtu odolávali asimilačnímu tlaku snáze. Zajímavostí je, že místní reformovaný sbor vedl jednu dobu i přes velkou převahu Němců český kazatel Vincenc Jauza, jenž administroval současně i velkosredišťský sbor.
Postupný zánik české menšiny v Klopotíně lze sledovat na úbytku počtu lidí hlásících se k české národnosti. V obci Jamu Mare, pod kterou Klopotín spadá, klesal počet deklarovaných Čechů následovně: 234 (1956), 153 (1966), 95 (1977), 54 (1992), 35 (2002), 13 (2011).[zdroj⁠?!] V roce 2013 napočítal v samotném Klopotíně etnolog Michal Pavlásek „přibližně tucet“ lidí hovořících česky.